# Rimski most na Kožetini
Rimski most na Kožetini je kameni most u mjestu Kožetin, nacionalni spomenik BiH.

## Položaj
Nalazi se u mjestu Kožetin, na desnoj obali Drine, na ušću Gabelskog potoka u Drinu, na dijelu karavanskog puta koji je vodio desnom obalom Drine. Od Ustikoline je 4 km nizvodno. Sagrađen je na strmom terenu.

## Osobine
Danas je dugačak oko 10 metara. Nema ograde. Gradivni elementi su blokovi lomljenog kamena različitih dimenzija. Temelji su izravno na priobalnim stijenama iznad potoka. Polukružna je svoda. Svod je od pravilnih komada vapnenca grube obrade. Nisu nađeni ni natpisi niti ikakvi oblici dekoriranja, tek sekundarna kamena plastika izrađena grubom građevinskom tehnikom. Uočljiva je isticanjem završnog reda ploča postavljenih oko 10 cm preko čeonog zida. Nema elemenata temeljem kojih bi se mogla utvrditi moguća rekonstrukcija prijašnjeg izgleda.

## Povijest
Poznat pod nazivom Rimski most. Znanstvenici smatraju da je sagrađen u mlađim stoljećima srednjeg vijeka, prije dolaska Osmanlija na naše prostore. Do danas je ostao dobro očuvan, u izvornom obliku. 
S obzirom na građevinsku izvedbu, uporabljeni građevinski materijal i vezivo te rustikalnosti i narodnu tradiciju (predaje most nazivaju Rimskim, Grčkim), most se datira u kasni srednji vijek. Starost druma na kojem je most sagrađen je po procjeni oko dvije tisuće godina. Drum je vodio iz Foče i ovdje je prelazio preko Gabelskog potoka. S obzirom an morfologiju terena i trasa ovog drevnog puta, most je ovdje mogao postojati još u rimskom vremenu. U ovom su kraju bila sačuvana samo dva mosta za koje stručnjaci smatraju da su srednjovjekovni, ovaj i onaj u blizini sela Kašičara.

## Zaštita
Povjerenjstvo za očuvanje nacionalnih spomenika BiH 2005. godine proglasilo ga je nacionalnim spomenikom.